# XX wiek p.n.e.

XX wiek p.n.e.

XXII wiek p.n.e. XXI wiek p.n.e. XX wiek p.n.e. XIX wiek p.n.e. XVIII wiek p.n.e.

## Zmarli
- 1947 p.n.e. – Amenemhat I, król egipski
- około 1926 p.n.e. – Sezostris I, król egipski z dwunastej dynastii

## Wydarzenia na Świecie
Wydarzenia w Europie
- około 2000 p.n.e.
  - początek migracji ludów indoeuropejskich
  - budowa umocnień w Europie Środkowej
  - tworzą się europejskie szlaki handlowe bursztynu i metali
  - początek budowy pałaców na Krecie, rozwój minojskiego pisma hieroglificznego
  - Achajowie (Mykeńczycy) migrują na południowe tereny Grecji
  - zakończenie podstawowego etapu budowy Stonehenge w Brytanii
  - powstanie rozwiniętej kultury Kiukainen w Finlandii, krajach nadbałtyckich oraz Karelii

Wydarzenia w Azji
- około 2000 p.n.e.
  - w Mezopotamii pojawiają się udomowione konie
  - zastosowanie brązu w dolinie Indusu
  - rozpoczęto oswajanie słoni (dolina Indusu)
  - Ariowie rozpoczynają zasiedlanie terytorium dzisiejszego Afganistanu
  - najstarsze ślady osadnictwa na terytorium dzisiejszego Bhutanu
  - początki osadnictwa na Tell el-Ajjul na terenie dzisiejszej Gazy

Wydarzenia w Afryce
- około 2000 p.n.e.
  - pojawienie się bydła na wyżynach Afryki Wschodniej
  - okres klasyczny w literaturze starożytnego Egiptu
- 1991 p.n.e. – Amenemhat I zakłada dwunastą dynastię egipską i przenosi stolicę z Teb do Liszt
- po 1962 p.n.e. – pisarz Heti tworzy Nauki króla Amenemhata I
- około 1960 p.n.e. – Amenemhat I podbija Nubię i rozszerza Egipt do drugiej katarakty
- przed 1926 p.n.e. – w Egipcie powstaje opowiadanie o Sinuhe

Wydarzenia w Ameryce
- około 2000 p.n.e. – rolnictwo staje się głównym źródłem żywności w Peru

Wydarzenia w Australii
- około 2000 p.n.e. – Austronezyjczycy zasiedlają Melanezję